# Schedocentrus granulifer
Schedocentrus granulifer är en insektsart som beskrevs av Max Beier 1960. Schedocentrus granulifer ingår i släktet Schedocentrus och familjen vårtbitare. Inga underarter finns listade i Catalogue of Life.